# Liptovské Revúce
Liptovské Revúce jsou obec na Slovensku v okrese Ružomberok. V roce 2017 zde žilo 1 543 obyvatel. První písemná zmínka o obci pochází z roku 1233.

## Historie
Nejstarší zmínka o slovanské občině pochází z roku 1233, kdy král Ondřej II. daroval jistému Hudkovi 3 podluží země (Terra Reucha). Občina s názvem Revúca zanikla v roce 1355. Další zmínky o prostoru Liptovských Revúc pocházejí až z 15. století, kdy se osada vzpomíná v souvislosti se zpracováním měděné rudy vytěžené v Špané Dolině. S úpadkem důlní činnosti klesal i význam osady a po skončení těžby v roce 1560 již v obci převládalo zemědělství.
V roce 1625 se v likavském urbáři objevila Nižná a Stredná Revúca. V roce 1671 se objevila zmínka o Velké a Malé Hrickové (Vyšná Revúca), čímž se spojily tři osady později už s názvem Tri Revúce (Revúca, Velká a Malá Revúca) pod jedním panstvím.
Revúckou dolinou vedla stará královská cesta z Krakova přes Liptov a sedlo Veľký Šturec do Banské Bystrice a dále do Budapešti. Obyvatelé obce se proto často živili i jako povozníci nebo pronajímali své koně na překonání stoupání přes Šturec. Po výstavbě nové silnice z Ružomberka do Banské Bystrice přes Donovaly a výstavbě Košicko-bohumínské železnice a úzkokolejné tratě Ružomberok – Korytnica kúpele tento způsob obživy ztratili.
První polovina 20. století byla v obci ve znamení vystěhovalectví, zejména během krizových let obyvatelé odcházeli do Evropy a Severní Ameriky. Během druhé světové války se obyvatelstvo aktivně zapojilo do Slovenského národního povstání, kdy se obec stala důležitou zásobovací trasou povstalců a byla bombardována a obsazena fašisty až do jejího osvobození Rudou armádou 4. dubna 1945. Revúčané v padesátých letech 20. století v důsledku industrializace pracovali zejména v průmyslových podnicích ve městech Ružomberok, Liptovský Mikuláš a Banská Bystrica. V sedmdesátých letech pak došlo k vybudování nové školy, požární zbrojnice, ale i lyžařského svahu.

## Geografie
Liptovské Revúce leží v Revúcké dolině na horním toku řeky Revúca, jen několik kilometrů východně od jejího pramene. Rozkládá se v pohoří Velká Fatra, které obec obklopuje ze všech stran, na jihovýchodě ležící podcelek Velké Fatry se jmenuje Zvolen. Jediná celoročně sjízdná silnice vede severovýchodním směrem do Liptovské Osady s napojením na Ružomberok. Do sousední obce Motyčky vede lesní cesta přes průsmyk Veľký Šturec cestou do Banské Bystrice.
Liptovské Revúce se člení na tyto místní části:
- Nižná Revúca
- Stredná Revúca
- Vyšná Revúca

## Partnerské obce
Chlebičov, Česko

## Zajímavosti
- nejvyšší počet obyvatel měla obec v roce 1961, kdy počet stoupl na 2 261 obyvatel
- v obci byl původně dřevěný kostel z roku 1694, na jehož místě byl postaven v roce 1819 barokně-klasicistní římskokatolický kostel; samostatná farnost v obci vznikla v roce 1772 a patřila pod spišskou diecézi
- Liptovské Revúce jsou známé i organizováním akce ve vaření brynzových halušek pod názvem Revúcké noky
- v katastrálním území obce je chráněné území Revúca, které představuje zachovalou podhorskou říčku s chráněnou flórou a faunou

## Osobnosti obce
- Miroslav Saniga (* 1964) – vědecký pracovník, přírodovědec a spisovatel